# Neognophomyia
Neognophomyia är ett släkte av tvåvingar. Neognophomyia ingår i familjen småharkrankar.

## Dottertaxa tillNeognophomyia, i alfabetisk ordning[1]
- Neognophomyia adara
- Neognophomyia bisecta
- Neognophomyia bisetosa
- Neognophomyia citripes
- Neognophomyia cochlearis
- Neognophomyia colombicola
- Neognophomyia consociata
- Neognophomyia crassistyla
- Neognophomyia cuzcoensis
- Neognophomyia debilitata
- Neognophomyia heliconiae
- Neognophomyia hirsuta
- Neognophomyia hostica
- Neognophomyia immaculipennis
- Neognophomyia interrupta
- Neognophomyia latifascia
- Neognophomyia monophora
- Neognophomyia obtusilamina
- Neognophomyia panamensis
- Neognophomyia paprzyckiana
- Neognophomyia pervicax
- Neognophomyia pinckerti
- Neognophomyia productissima
- Neognophomyia scapha
- Neognophomyia scaphoides
- Neognophomyia schildi
- Neognophomyia setilobata
- Neognophomyia sparsiseta
- Neognophomyia spectralis
- Neognophomyia trinitatis